# Fernando Fernandes (escultor)
Fernando Fernandes (Braga, 11 de abril de 1924 — 1992) fue un escultor portugués.

## Datos biográficos
Fernando Fernandes fue además de colega de curso, compañero de Manuel Pereira da Silva en la venturosa permanencia de estudios en París en 1947 y 1948, juntamente con el pintor Júlio Resende y el escultor Eduardo Tavares que vino a ser compañero del taller de Manuel Pereira da Silva en la rua de la Restauração, en Oporto, y que igualmente se verificó, más tarde, como el escultor Aureliano Lima y el pintor Reis Teixeira.

## Educación
En 1942, ingresa en el Curso Especial de Pintura de la Escola Superior de Belas-Artes do Porto, cambiando en  1945, para el Curso Especial de Escultura, concluido tres años más tarde. En 1949, se inscribe en el Curso Superior de Escultura.
La Lógica y el Silogismo, presentada en 1953, la primera escultura abstracta presentada en prueba escolar, con la que obtuvo la licenciatura con 19 valores sobre 20. tras la conclusión del curso, Fernando Fernandes asiste a la École des Beaux-Arts, en París y a la  Slade School of Fine Art de Londres. Fue becario del Instituto da Alta Cultura y de la Fundación Calouste Gulbenkian.
Fue uno de los miembros del Grupo portuense "Independentes" (años 1940).

## Obras
Entre las mejores y más conocidas obras de Fernando Fernandes se incluyen las siguientes:
- Participa en la exposición de Arte Moderna del SNI con la obra Piet, en (1952).
- Representó a Portugal en la II y V Bienales de Arte Moderna de São Paulo, en (1953) y (1959).